# Segonzac, Charente
Segonzac je naselje in občina v zahodnem francoskem departmaju Charente regije Poitou-Charentes. Leta 2006 je naselje imelo 2.173 prebivalcev.

## Geografija
Kraj leži v pokrajini Angoumois 13 km jugovzhodno od Cognaca.

## Uprava
Segonzac je sedež istoimenskega kantona, v katerega so poleg njegove vključene še občine Ambleville, Angeac-Champagne, Bourg-Charente, Criteuil-la-Magdeleine, Gensac-la-Pallue, Genté, Gondeville, Juillac-le-Coq, Lignières-Sonneville, Mainxe, Saint-Fort-sur-le-Né, Saint-Même-les-Carrières, Saint-Preuil, Salles-d'Angles in Verrières z 12.099 prebivalci.
Kanton Segonzac je sestavni del okrožja Cognac.

## Zanimivosti
- cerkev sv. Petra iz 12. do 15. stoletja,

## Pobratena mesta
- Eljadida (Maroko),
- Kanzach (Baden-Württemberg, Nemčija),
- Segonzano (Trentinsko - Zgornje Poadižje, Italija).